# Райский, Назарий Григорьевич
Назарий Григорьевич Райский (настоящая фамилия Капитонов, 1876—1958) — русский артист оперы (лирико-драматический тенор), концертный певец, вокальный педагог, искусствовед, переводчик. Заслуженный деятель искусств РСФСР (1944), доктор искусствоведения (1941).
Назарий Райский обладал голосом приятного тембра, его репертуар насчитывал 42 партии, камерный репертуар — около 1000 произведений русских и зарубежных композиторов. Партнёрами певца были Б. Б. Амирджан, Г. Кристман, П. С. Оленин, В. Н. Петрова-Званцева, Р. Е. Радина, С. Ф. Селюк-Рознатовская, Е. Я. Цветкова.

## Биография
Родился 26 октября (7 ноября по новому стилю) 1876 года в Люблине в семье чиновника.
В 1896—1900 годах обучался в Варшавской консерватории (сначала по классу скрипки, затем — классу пения). Своё вокальное искусство совершенствовал в Италии. В 1902—1904 годах пел во многих оперных театрах Российской империи — Владивостока, Хабаровска, Харбина, Тифлиса, Баку, Нижнего Новгорода, Самары, Вильно. В 1904—1908 годах Райский — солист московской оперы С. Зимина, затем в течение одного сезона гастролировал в Турине и Генуе (Италия). С 1904 года принимал участие в концертах Кружка любителей русской музыки. С 1909 года он оставил оперную сцену, посвятив себя камерной, концертной деятельности: в 1909—1915 и 1920—1930 годах Райский выступал на концертной эстраде в Москве и авторских концертах в других городах; исполнял много романсов. Выступал в ансамбле с такими исполнителями, как А.Б. Гольденвейзер, К.Н. Игумнов, А.Ф. Гедике.  Важной заслугой Райского была пропаганда новой камерной вокальной музыки: он был первым исполнителем ряда произведений С.И. Танеева, Н.К. Метнера, А.Н. Александрова. Общий камерный репертуар Райского превышал тысячу произведений. 
С 1909 года женат на Любови Ивановне Зиминой (1877—1960), дочери И.Н.Зимина, сестре С.И.Зимина. Супругам принадлежал дом по адресу Пречистенский бульвар, 14 (в 1918 году дом был национализирован и приспособлен под квартиры, одну из которых (№ 4) отдали бывшим хозяевам).
Осенью 1918 года был арестован и по обвинению в контрреволюционной деятельности провел в Бутырской тюрьме около двух месяцев.
Н.Г. Райский — известный вокальный педагог. В 1919—1929 и 1933—1949 годах он вёл сольные и камерные классы в Московской консерватории; в апреле 1929 года был вынужден покинуть МГК: в 1929—1933 годах — профессор и декан в Тифлисской консерватории.  В середине 1930-х годов преподавал в Центральном заочном музыкально-педагогическом институте и в Музыкальном училище при Московской консерватории.  За тридцать лет педагогической деятельности воспитал плеяду певцов и педагогов, среди которых были Д. Л. Аспелунд, Г. П. Виноградов, Д. Д. Головин, Г. Габриэлян, Б. С. Дейнека, Н. И. Кедров, Рувим Киссин, С. А. Красовский, А. П. Королев, Н. И. Кривуля, С. Я. Лемешев, А. Малюта, Э. Я. Пакуль, П. М. Понтрягин, В. Р. Сливинский, С. Н. Стрельцов, Г. И. Тиц, В. М. Фирсова. Выступал с докладами о вокальном искусстве и методике пения в Саратове, Свердловске, на всесоюзных вокальных конференциях и на курсах повышения квалификации вокальных педагогов.
Н. Г. Райский принимал участие в укреплении художественной самодеятельности в СССР:
- в 1926—1927 годах входил в состав первой военно-шефской комиссии профсоюза работников искусств,
- в 1942—1945 годах работал в кружках Московского автозавода им. Лихачева,
- в 1946 году — в Военном институте иностранных языков,
- в 1952—1954 годах — в Военно-инженерной академии.

Находился на государственных должностях:
- в 1933—1934 годах — директор Московской государственной филармонии,
- в 1939—1942 годах — художественный руководитель музыкального радиовещания,
- с 1942 года — музыкальный руководитель Латвийского государственного ансамбля.

Был автором многих трудов по вопросам вокального искусства, составитель и редактор сборников вокальных произведений. Перевёл на русский язык тексты около семисот вокальных произведений (Н.Г. Райский владел четырнадцатью иностранными языками), в том числе таких известных, как «К музыке» Франца Шуберта, «Счастье» Роберта Шумана, «Вдали от Родины» Эдварда Грига, «Лодочка» Рейнальдо Ана; также им сделано свыше пятидесяти переложений сопровождения на различные инструменты и двадцати переложений для оркестра.  
Умер 6 октября (на надгробии указано 4 октября) 1958 года в Москве. Похоронен на Новодевичьем кладбище вместе с женой.
Архив Н.Г.Райского хранится в собрании РГАЛИ (Фонд 2340) и в РНММ (Фонд 333) — нотные рукописи и мемориальные предметы.

## Награды
- орден Трудового Красного Знамени (28.12.1946)

## Творчество
Лучшие партии в театре:
- Дюфрен («Заза», Р. Леонкавалло; первый исполнитель на русской сцене),
- Синодал («Демон» А. Рубинштейна),
- Ленский («Евгений Онегин» П. Чайковского),
- Водемон («Иоланта» П. Чайковского),
- Лыков («Царская невеста» Н. Римского-Корсакова),
- Гвидон («Сказка о царе Салтане» Н. Римского-Корсакова),
- Альмавива («Севильский цирюльник» Дж. Россини),
- Герцог («Риголетто» Дж. Верди),
- Кассио («Отелло» Дж. Верди),
- Вертер («Вертер» Ж. Массне).